# Ceratina wagneri
Ceratina wagneri (лат.) — вид пчёл рода Ceratina из семейства Apidae (Xylocopinae).

## Распространение
Южная Америка: Мексика.

## Описание и этимология
Мелкие пчёлы, длина тела самок 10 мм (самцы не найдены). Тело слабопушенное, буровато-чёрное, металлически блестящее с грубой скульптурой. Близок к виду Ceratina laticeps, но крылья желтоватые. Вид был впервые описан в 1910 году немецким энтомологом Генрихом Фризе (Heinrich Friese; 1860—1948). Назван в честь Dr.Franz v. Wagner (Graz).
Описание было сделано по единственной самке. Данные о сезонности отсутствуют.
Вид включён в состав неотропического подрода C. (Zadontomerus) Ashmead, 1899.